# Manawoka
Manawoka (indonesisch Pulau Manawoka) ist eine der indonesischen Gorominseln, die zu den Molukken gehören.

## Geographie
Manawoka liegt im Südwesten der Inselgruppe. Östlich liegt die Insel Gorom, nordwestlich die Nachbarinsel Panjang. Weiter nordwestlich befinden sich Seram und ein paar ihr vorgelagerte, kleine Inseln und südlich die Watubela-Inseln.
Auf Manawoka befinden sich die Orte Arbau im Norden, Amar, Derra und schließlich Nama im Süden.
Als Teil des Subdistrikts (Kecamatan) Pulau Gorom gehört Manawoka zum Regierungsbezirk (Kabupaten) Ostseram (Seram Bagian Timur) der Provinz Maluku.

## Bevölkerung
Traditionell wird auf Manawoka die austronesische Sprache Geser-Gorom gesprochen, das auch an der Südostspitze Serams und den kleinen Inseln zwischen Seram und den Gorominseln gesprochen wird.